# 大和田夏希
大和田 夏希（おおわだ なつき、1953年 - 1994年2月20日）は、日本の漫画家。北海道中川郡池田町出身。本名：大和田 守（おおわだ まもる）。

## 人物
1953年、北海道中川郡池田町に大和田梅男・フジ夫妻の長男として生まれる。兄弟姉妹は姉が2人いる。非常に貧しい環境で育った。中学卒業後には上京し、初めは川崎のぼる、その後に手塚治虫の弟子となる。1971年、『別冊少年キング』でデビュー。代表作に『タフネス大地』（『週刊少年マガジン』連載）、『われらが南風』（『月刊少年マガジン』連載）、『虹色town』（『週刊少年マガジン』連載）等がある。なお、『われらが南風』の主人公・大空南風の祖母・つよいの名前は、大和田の母方の祖母・加藤つよいに由来している。
私生活では、最初の結婚で1男1女を、2度目の結婚で1女を儲けたが、その後に離婚した。
1994年2月20日、仕事場に来たアシスタントが大和田の遺体を発見する。自殺であった。過酷な創作活動により酒に溺れ、精神的に追い詰められた末の死であった。

## 主な作品
- 飛べ一郎号（週刊少年キング 1972年連載）大和田守 名義
- 砕かれた腕（高橋書店マイコミックス）大和田守 名義
- ミクロイドS（別冊冒険王（映画テレビマガジン）1973年4月号-10月号連載）大和田守 名義
- ファイヤーマン（小学四年生 1973年4月号-8月号連載）大和田守 名義
- とつげき竜太（小学六年生 1977年6月号-8月号連載）大和田守 名義
- あやうしウルトラマン（小学四年生 1979年1月号掲載）
- タフネス大地（週刊少年マガジン 1979年1月7日号 - 1981年8月12日号）[2]
- われらが南風（月刊少年マガジン）
- 青の時代（週刊少年マガジン 1982年1月1・5日合併号 - 8月18日号）[3]
- 愛だぜ!太一（週刊少年マガジン 1983年1月19日号）[4]
- 虹色town（週刊少年マガジン 1983年5月4日号 - 1985年3月6日号）[5]
- 造花のアーモンド（コミックトム）
- 雲をつかむ（原作・吉川良、少年画報社ヒットコミックス）
- おーい克平（原作・吉川良、週刊モーニング）
- 飛ぶ夢（シナリオ協力・川北亮司 週刊少年チャンピオン 1992年12月17日号）[6]

## 師匠
- 川崎のぼる
- 手塚治虫